# Siodełko (Beskid Śląski)
Siodełko – przełęcz górska w Beskidzie Śląskim położona na wysokości 795 m n.p.m. w Paśmie Baraniej Góry i Skrzycznego, pomiędzy szczytami Czerwieńskiej Grapy (835 m) i Małego Żoru (833 m). Rejon przełęczy był trawiasty, ale wskutek zaprzestania użytkowania zarasta lasem. Przez przełęcz biegnie granica między wsiami Kamesznica i Cisiec w województwie śląskim, w powiecie żywieckim.

## Szlaki turystyczne
Przez Siodełko prowadzi zielony szlak turystyczny będący dojściem do szlaku czarnego z Kamesznicy na Wierch Wisełka pod Baranią Górą:
 Węgierska Górka – Przełęcz Siodełko – Kamesznica – Złatna. Odległość 3,7 km, suma podejść 160 m, czas przejścia 1:15 godz., z powrotem 1 godz.